# Cormocephalus flavescens
Cormocephalus flavescens är en mångfotingart som beskrevs av Kraepelin 1903. Cormocephalus flavescens ingår i släktet Cormocephalus och familjen Scolopendridae.
Artens utbredningsområde är Madagaskar.

## Underarter
Arten delas in i följande underarter:
- C. f. centralis
- C. f. flavescens